# Escamoles

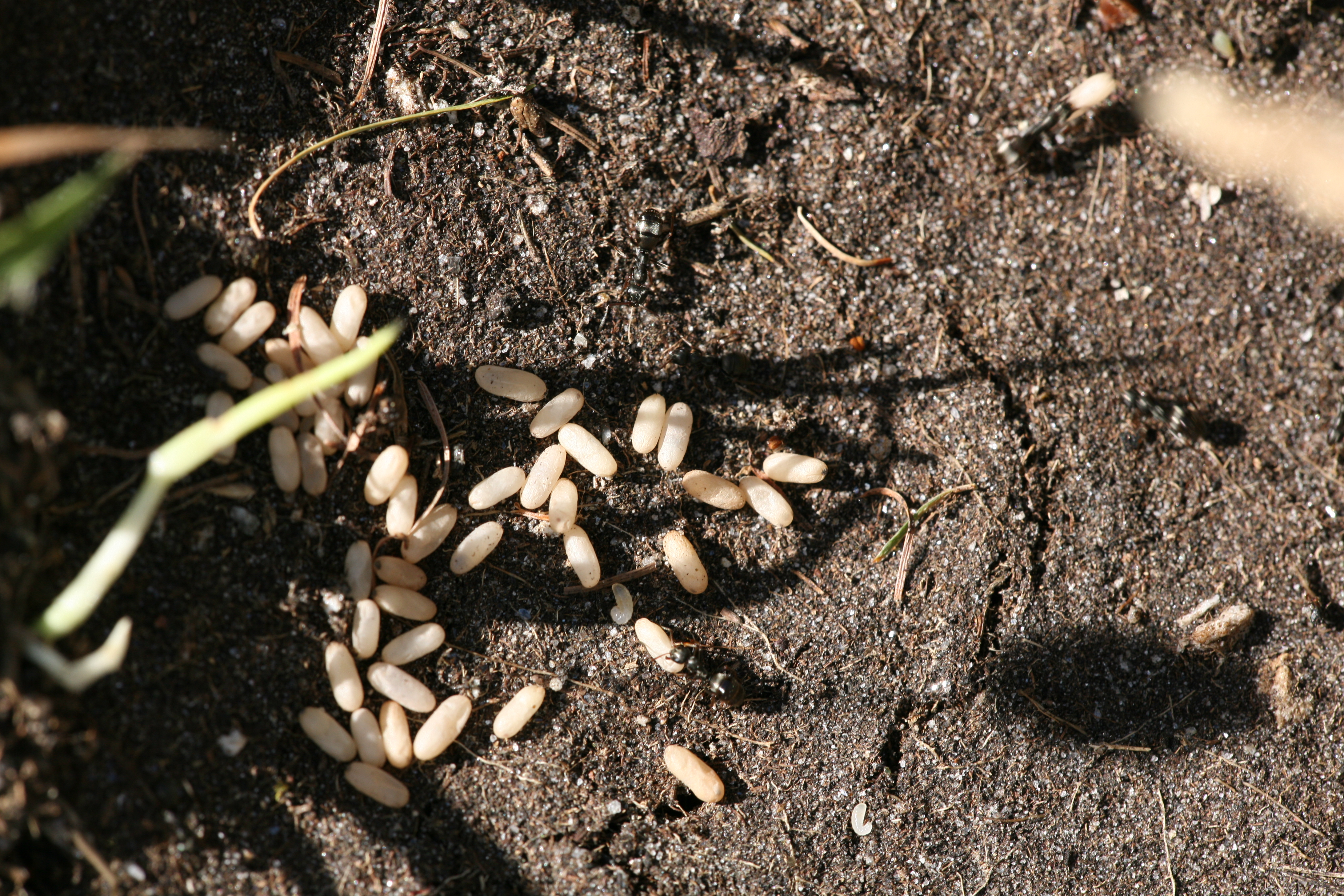
Escamoles à terre et prêtes à être récoltées.

Les escamoles (du nahuatl azcatl, « fourmi », et molli, « ragout ») sont les larves, plus précisement les pupes, des fourmis du genre Liometopum. Elles mesurent entre 5 mm et 1 cm de diamètre et ont une forme arrondie. C'est pourquoi elles sont parfois appelées, à tort, œufs de fourmis. Elles proviennent majoritairement de deux espèces : Liometopum apiculatum et Liometopum occidentale, et sont originaires du sud-ouest des États-Unis et du Mexique. On les trouve entre 1 000 et 3 000 mètres d'altitude. Dans certaines formes régionales de la cuisine mexicaine, les escamoles sont considérées comme des plats raffinés, rares et sont parfois appelées « caviar d'insecte » ou « caviar mexicain » par les étrangers.

## Apports nutritionnels
Les pupes de fourmis sont très riches en protéines (42 % en matière sèche) et en lipides (33 % en matière sèche). À l'époque, elles étaient d'ailleurs déjà une des principales sources de protéines de la civilisation aztèque. Elles contiennent d'autres éléments nutritifs dont des vitamines essentielles liposolubles : la vitamine A et la vitamine E.
| Eléments                    | %  |
| --------------------------- | -- |
| Eau                         | 49 |
| Matière sèche dont :        | 51 |
| Protéines                   | 42 |
| Lipides                     | 33 |
| Glucides                    | 14 |
| Minéraux (Na, K, Mg, Ca, P) | 8  |
| Fibres                      | 1  |

## Elevage et récolte deL.apiculatum
Ces fourmis vivent dans des zones arides et semi-arides. Leur habitat de prédilection est les forêts de chênes à une altitude de 2 000 m. Les colonies peuvent être situées dans les racines des plantes comme l'agave (ou maguey, plante à partir de laquelle on fait la tequila ou le mezcal au Mexique) mais aussi dans des rondins de bois, dans des tiges décomposées ou encore sous des pierres. Ce sont dans ces environnements que les élevages ont lieu car tous les éléments nécessaires à la survie des fourmis s'y trouvent, tel que le nectar qu'elles consomment. Il est issu des pucerons qui mangent les plantes où niche L.apiculatum. Dans le cadre d'un élevage, les éleveurs peuvent remplacer ce nectar par du miel ou élever eux-mêmes les pucerons.
Les escamoles sont récoltées à la main, c'est pourquoi elles sont considérées comme un mets noble. Les éleveurs utilisent des gants pour les récolter car les fourmis peuvent se défendre en mordant et en rejetant un acide. La récolte a lieu de février à avril et il est important de ne pas trop perturber le nid afin de conserver un bon rendement et surtout l'intégrité du nid.

## Lesescamolesen cuisine
Après avoir été rigoureusement lavées pour enlever toute la terre, les escamoles sont généralement frites dans une poêle où laquelle se trouvent du beurre ou de l'huile, de l'ail ou de l'oignon, des herbes aromatiques et des épices (en fonction des goûts personnels). Les Mexicains apprécient les saveurs brutes de ces larves donc ils leur font subir très peu de transformations au cours des recettes. Elles font souvent partie de la garniture des tacos et elles sont incorporées dans certains ragoûts.